# Örlygur Böðvarsson
Örlygur Böðvarsson (n. 856) fue un vikingo y colono de Staður í Aðalvík, en el condado de Norður-Ísafjarðarsýsla, al norte de Islandia. Örlygur era hijo de Böðvar blodruskalli Vigsterksson (n. 830), quien escapó de la tiranía de Harald I de Noruega. Su esposa era Signý Óblaudsdóttir (n. 850) y de esa relación tuvieron un hijo, Ketill gufa Örlygsson. Signý tenía vínculos con Geirmundur heljarskinn Hjörsson y pasaron el primer invierno con él; en la primavera recibieron Aðalvík y Jökulfirðir para su asentamiento. 
Ketil se casó con una hija de Geirmundur, llamada Yn o Yr Geirmundsdóttir (n. 902).